# John M. Schofield
John McAllister Schofield (29. september 1831 – 4. marts 1906) var en amerikansk soldat som beklædte høje poster i den amerikanske borgerkrig. Han gjorde senere tjeneste som USAs krigsminister og som hærens øverstkommanderende.

## Tidlige liv
Schofield blev født i Gerry, New York og tog eksamen på West Point i 1853. Han gjorde tjeneste i artilleriet i to år, var lektor i natur- og eksperimenterende filosofi på West Point fra 1855 til 1860, og mens han var op orlov (1860–1861) var han professor i fysik på Washington Universitetet i St. Louis, Missouri.

## Borgerkrigen
Da borgerkrigen brød ud blev Schofield major i et regiment for frivillige fra Missouri og han var stabschef for generalmajor Nathaniel Lyon indtil Lyons død under Slaget ved Wilson's Creek (Missouri) i august 1861. Schofield optrådte med "bemærkelsesværdig tapporhed" under slaget og blev i 1892 tildelt Kongressens æresmedalje for denne kamp.
Schofield blev forfremmet til brigadegeneral i den frivillige hær den 21. november 1861, og til generalmajor den 29. november 1862. Fra 1861 til 1863 udførte han forskellige militære opgaver i Missouri.
Den 17. april 1863, overtog han kommandoen over en division i 14. Korps i Army of the Cumberland. I 1864 deltog han som øverstkommanderende for Army of the Ohio del i Atlanta kampagnen under generalmajor William T. Sherman.
Efter Atlantas fald tog Sherman hovedparten af sine styrker med på Shermans march til havet gennem Georgia. Schofields Army of the Ohio blev sendt af sted for at slutte sig til generalmajor George H. Thomas i Tennessee. Den konfødererede general John Bell Hood invaderede Tennessee, og den 30. november lykkedes det Hood at angribe Schofields mindre Army of the Ohio i Andet slag ved Franklin. Schofield holdt med held Hood på afstand og sluttede sig til Thomas. Den 15. og 16. december, tog Schofield del i Thomas's afgørende sejr i Slaget ved Nashville. For sin indsats ved Franklin blev han forfremmet til brigadegeneral i den regulære hær den 30. november og midlertidig generalmajor den 13. marts 1865.
Schofield fik ordre til at operere med Sherman i North Carolina, og han flyttede sine tropper med tog og skib til Fort Fisher i North Carolina på 17 dage, besatte Wilmington den 22. februar 1865, udkæmpede Slaget ved Kinston den 10. marts og sluttede sig den 23. marts til Sherman ved Goldsboro.

## Efter krigen
Efter krigen blev Schofield sendt på en særlig diplomatisk mission til Frankrig, på grund af tilstedeværelsen af franske tropper i Mexico. Under genforeningsperioden blev Schofield udpeget af præsident Johnson til at være militær guvernør i Virginia.
Fra juni 1868 til marts 1869 var Schofield USA's krigsminister. Præsident Johnson havde tvunget Edwin M. Stanton, en radikal Republikaner, som havde været krigsminister siden 1862, til at træde ud af sit kabinet. Schofield fungerede som afløser indtil Senatet bekræftede udnævnelsen af John Aaron Rawlins.
I 1873 fik Schofield en hemmelig opgave af krigsminister William Belknap om at undersøge det strategiske potentiale ved en amerikansk tilstedeværelse på Hawaii. Schofields rapport anbefalede at De Forenede Stater oprettede en flådehavn ved Pearl Harbor.
Fra 1876 var Schofield forstander for West Point. I 1878 pådrog Schofield sig de radikale Republikaneres vrede, da præsident Rutherford B. Hayes bad ham om at genåbne sagen mod generalmajor Fitz John Porter, som var blevet kendt skydig i fejhed og pligtforsømmelse under Andet slag ved Bull Run. Schofields undersøgelsesudvalg anvendte store mængder af nyt bevismateriale fra konfødererede generaler, som havde deltaget i slaget og nåede frem til at Porter var blevet uretfærdigt dømt og at hans handlinger muligvis havde reddet hele Unionshæren fra et fuldstændigt nederlag som følge af generalmajorerne John Pope og Irvin McDowells kluntede ledelse.
Den 5. april 1880 blev en sort kadet på West Point, Johnson Chesnut Whittaker, fundet tævet og skrammet i sin køje. Han hævdede at han var blevet angrebet af andre kadetter, men ledelsen hævdede at han havde opfundet historien for at få sympati. Whittaker blev stillet for en krigsret og relegeret for angiveligt at have simuleret et angreb på sig fra de andre kadetter. En kongresundersøgelse resulterede i at Schofields blev fjernet fra sin post som forstander i 1881.
Fra 1888 indtil sin pensionering i 1895, var Schofield øverstkommanderende for United States Army. Han var blevet generalmajor den 4. marts 1869 og den 5. februar 1895 blev han udnævnt til generalløjtnant. Han trak sig tilbage den 29. september 1895 efter at have nået pensionsalderen på 64 år.
General Schofield døde i St. Augustine, Florida, og ligger begravet på Arlington National Cemetery. Hans erindringer, Forty-six Years in the Army, blev udgivet i 1897. Han erindres med Schofield Barracks, Hawaii. Indtil sin død var Schofield det sidste overlevende medlem af Andrew Johnsons kabinet.
I dag huskes Schofield for det lange citat, som alle kadetter på West Point skal lære udenad. Det er et uddrag fra hans tale til de færdige kadetter i 1879:
| „ | Den disciplin, som gør soldater fra et frit land pålidelige i kamp, skal ikke opnås ved hård eller tyrannisk behandling. En sådan behandling vil formentlig i stedet ødelægge frem for at skabe en hær. Det er muligt at give undervisning og kommandoer på en sådan måde og i en sådan tone at der i soldaten ikke skabes andre følelser end et intenst ønske om at lystre, mens den modsatte måde og tone ikke kan undgå at indgyde en stærk modvilje. Den ene eller den anden måde at håndtere underordnede på er afhængig af den tilhørende ånd i brystet på den kommanderende. Den som føler den respekt, som andre har krav på, kan ikke undgå at inspirere dem til at have respekt for sig. Mens han som føer og udviser manglende respekt overfor andre, især sine underordnede, ikke kan undgå at skabe had mod sig selv. | “ |
|   | — John M. Schofield |   |